# Assaí
Assaí este un oraș în Paraná (PR), Brazilia. 